# Майен (река)
Майе́н (фр. Mayenne) — река на северо-западе Франции, правый приток Луары. Исток находится в департаменте Орн, между Пре-ан-Пай и Алансоном, на северном склоне возвышенности Мон-де-Авалуар. Протекает через Нормандию и Земли Луары: пересекает департамент Мен и Луара, после слияния с рекой Сарта впадает в реку Мен выше Анже. Протяжённость русла до слияния — 193 километра, площадь водосборного бассейна 5 590 км². Река судоходна на протяжении 125 км от Брива (вверх по течению); до Лаваля доступна для лодок. Основными притоками являются Варен, Жуан, Удон. Протекает в административных районах Майен, Мэн-и-Луара, Лаваль и Шато-Гонтье. Река протекает через 37 шлюзов по каналу около 117 км, на ней построено между Майеном и югом Шато-Гонтье 45 плотин и замков.
Длина реки 200 км, средний расход воды около 50 м³/с.

## Этимология
Название реки по одной из версий происходит от слова «майенн» (фр. Maienne, meodena, meduana — валюта Меровингов в IX-м веке или, возможно, старая форма слова из кельтского или другого языка с основой корня -ana — «болото», упоминается в глоссарии Эндлихера). По другой версии, возможно, является диалектизмом, который использовали жители, селившиеся в нижнем течении реки. В официальных документах названия департамента (по имени реки) упоминаются как «Майен-и-Луара» (Учредительное собрание от 26 февраля 1790 года), так и «Мэн-и-Луара» (Указ короля от 25 июня 1790 года).

## География
Водораздел реки Майен — территория площадью 5 590  км². Образован рекой Майен и её притоками: Эна, Арон, Жуан и Л'Уэтт на левом берегу и Варен, Колмонт, Эрне и Викоин — на правом. Исток реки находится на вершине Мон-де-Авалуар (высота: 417 м) в городе Лаласель в коммуне Орне. Река сливается через 193 км с рекой Сарта (с притоком Луар), образуя реку Мен. Котловина бассейна целиком расположена на Армориканском массиве, что затрудняет доступ воды из подземных источников.
Вместе с притоками водораздел Майен охватывает:
- 3 административных района: Пеи-де-ла-Луар, Нормандия и Бретань.
- 5 департаментов: Майен, Орн, Мен и Луара, Манш и Иль и Вилен.
- 260 муниципалитетов.

В Майене для увеличения стока воды построена плотина, также на реке имеются многочисленные дамбы и шлюзы (8 находятся в департаменте Мен и Луара). В департаменте Мен и Луара река является источником питьевой воды. Забор воды для сельскохозяйственных нужд и любительская рыбалка в Майене регулируются нормативными документами.
Социально-экономические характеристики
В бассейне реки проживает 303 500 жителей. Городские центры на реке: Майен, Лаваль, Шато-Гонтье и Аврилле. Агломерации Флер и Анже находятся на окраине бассейна. Основной вид деятельности — сельское хозяйство с преобладанием животноводства. На долю сельскохозяйственных угодий приходится 89% водосбора, на долю городов — 3%. На реке и её притоках находится более 15 небольших электростанций, снабжающих электроэнергией жителей региона. В засушливые периоды вводится ограничение на водопользование.

## Экология
Владельцем и управляющим речным хозяйством является Общественного речного совета (фр. Domaine public fluvial, DPF) департамента штата Мэн-и-Луара. С 1997 года на реке производятся регулярные исследования и наблюдения. В 2007 году утверждён проект SAGE (план развития и управления водными ресурсами). В рамках проекта приняты правила, которые касаются всех, проживающих и ведущих деятельность в бассейне реки: сообществ, производителей, фермеров, частных лиц и государственных служб. В рамках многолетней программы в 2020 году на реке созданы обходные пути для миграции рыб на участках коммун Ла-Жайль-Ивон и Монтрей-сюр-Мэн. Проект создания миграционных путей рассчитан на период до 2024 года.
Вода из бассейна реки снабжает жителей городов, а также используется сельхозпроизводителями для орошения полей и выращивания скота. Водозаборы для орошения находятся, в основном, в нижнем течении реки и составляют до 80% расхода. На реке каждые три года проводятся работы по искусственному понижению уровня воды. Депутаты департамента Майен по охране окружающей среды в сентябре 2020 года высказали озабоченность, вызванную систематическим удалением плотин и небольших дамб в бассейне Майена — было разрушено более 150 сооружений.
Туризм

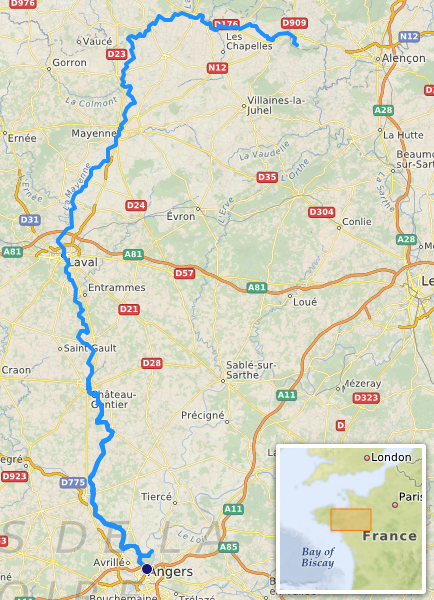
Река Майен.
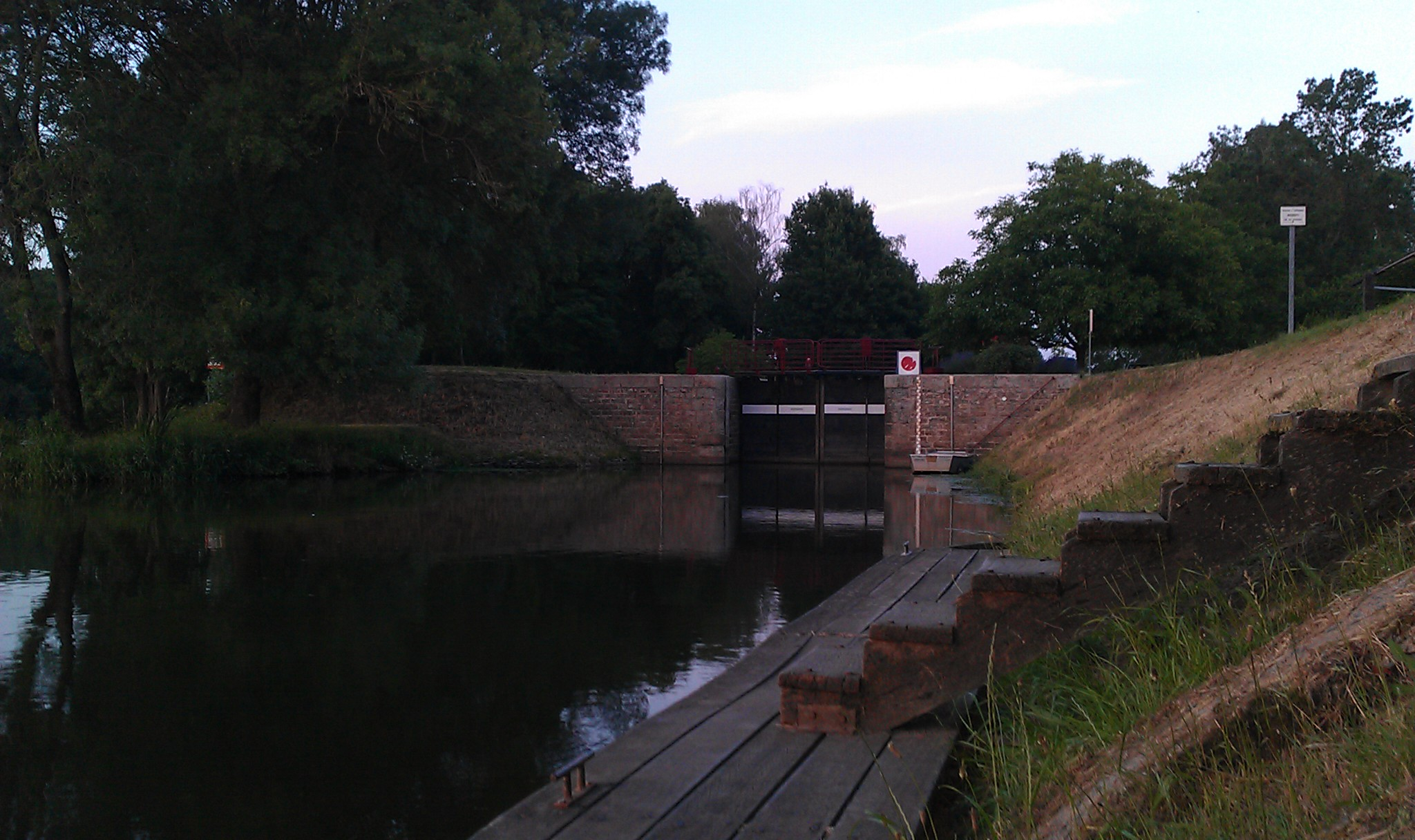
Шлюз на Майен в Монтрёй-Белле.
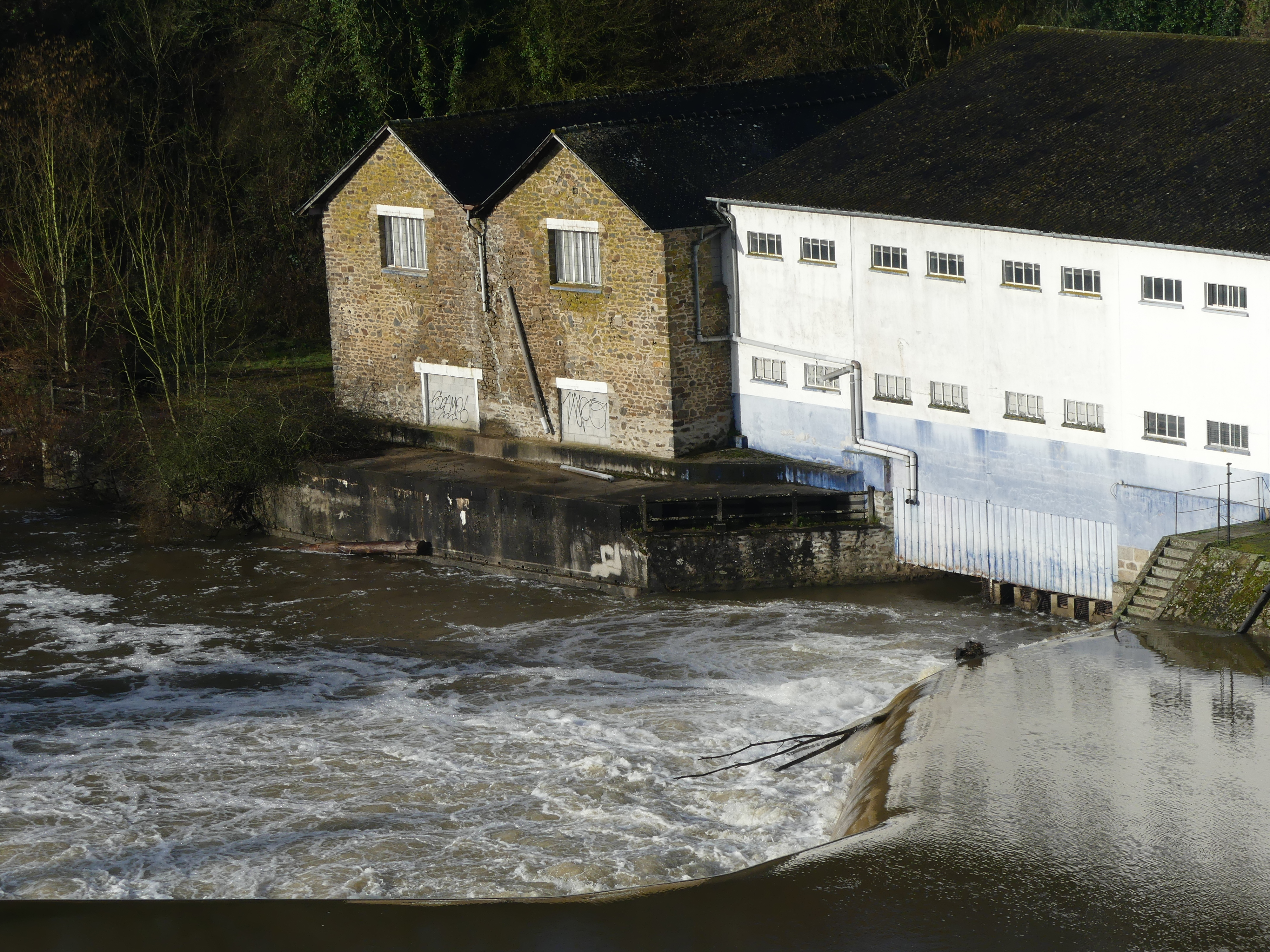
Плотина в городе Майен
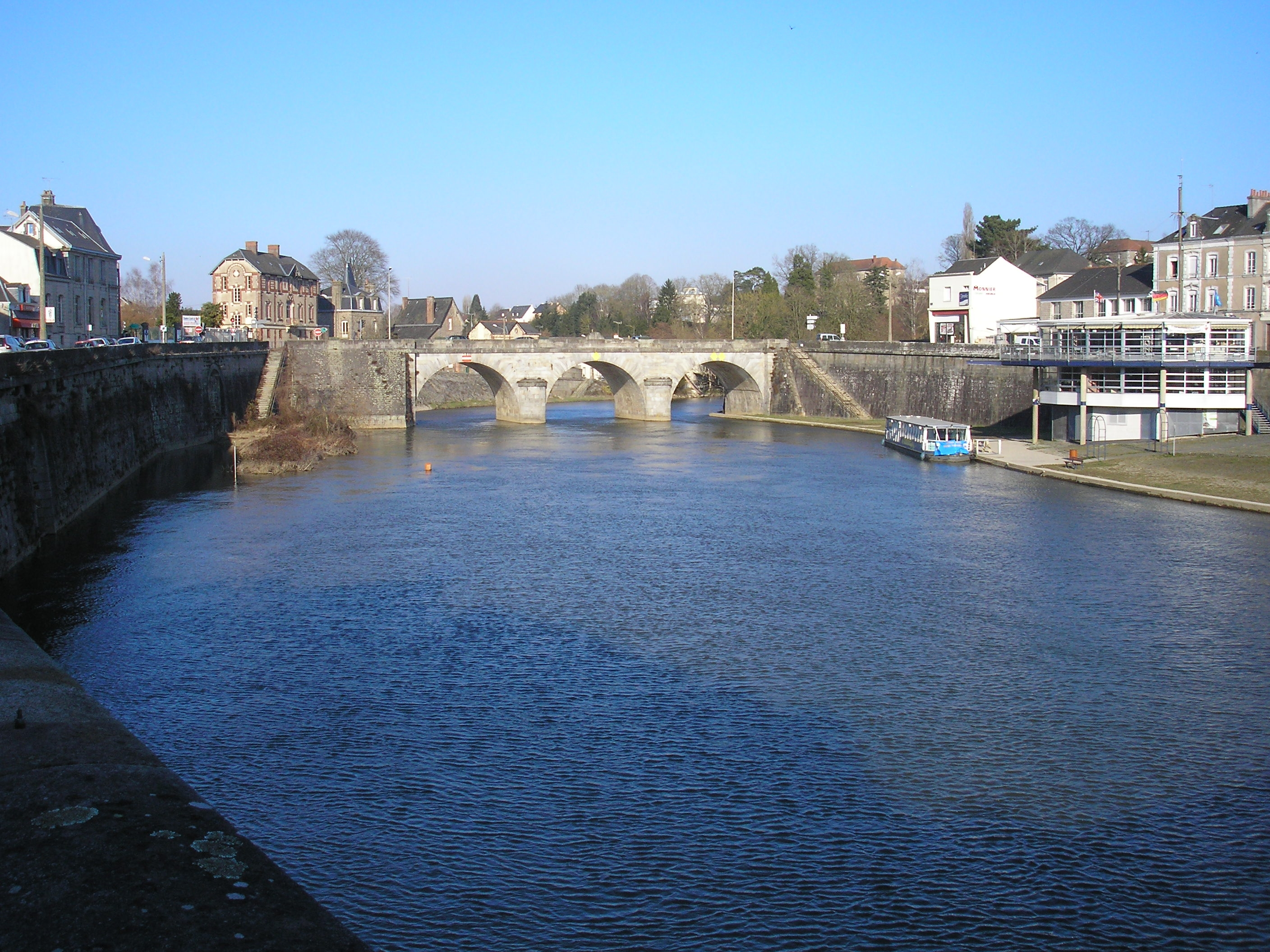
Мост Мак-Ракен в Майене
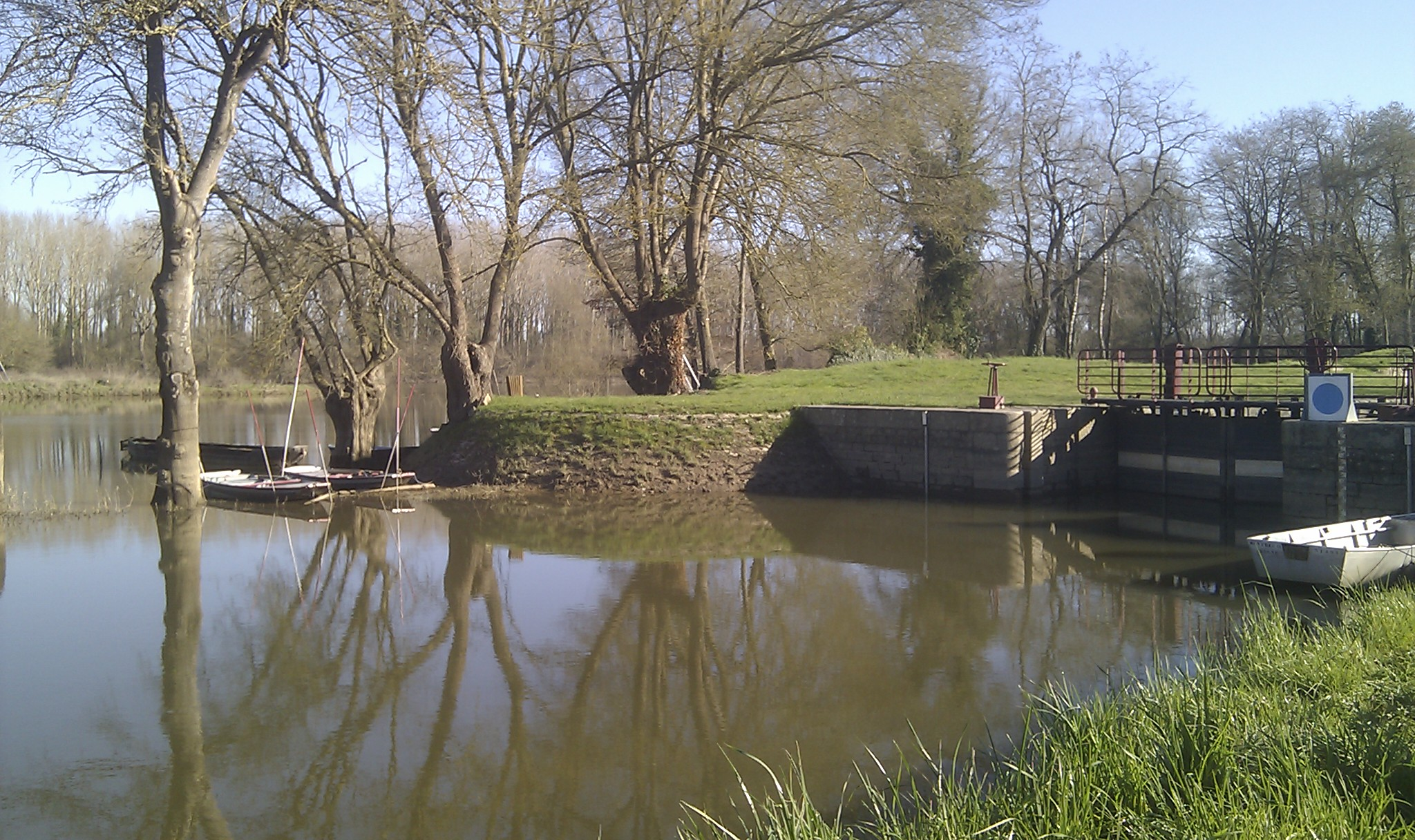
Замок Монтрей-Жуиньё на Майене.
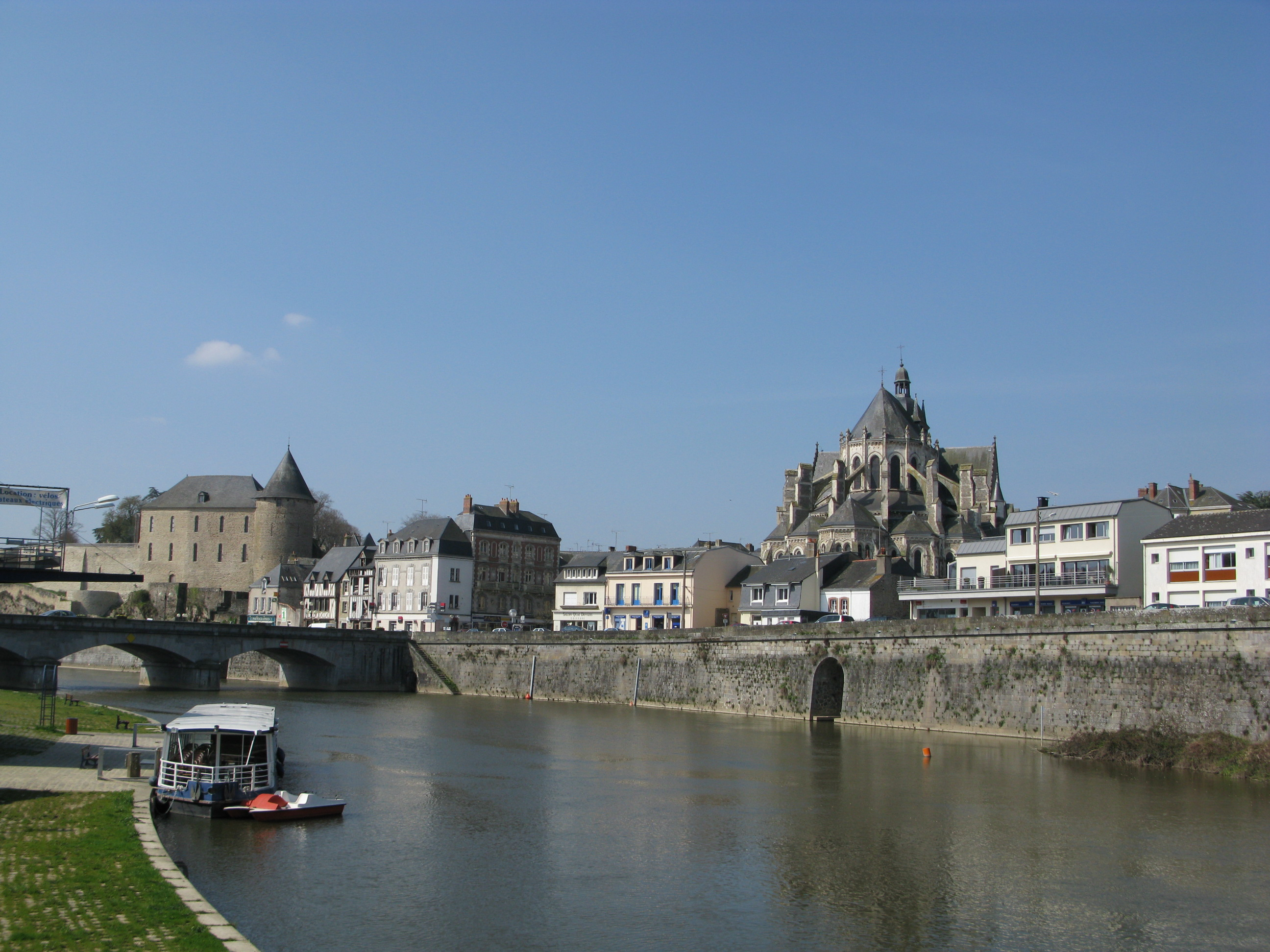
Замок, церковь и набережные Майена

Река привлекательна для туристов, развит экологический туризм: пешеходные маршруты, речное судоходство, гребля на каноэ, плавание, рыбалка и т. п. По реке ходят прогулочные лодки и катера.